# Cheumatopsyche enonis
Cheumatopsyche enonis is een schietmot uit de familie Hydropsychidae. De soort komt voor in het Nearctisch gebied.